# درد مشترک
درد مشترک فیلمی به کارگردانی و نویسندگی یاسمین ملک‌نصر و تهیه‌کنندگی محمود کریمی‌حکاک ساخته سال ۱۳۷۳ است.

## خلاصه فیلم
فیلم داستان یک میهمانی است. میزبانان «فیروزه» و «سیاوش» زن و شوهری هستند که فراز و نشیب زندگی را تجربه کرده‌اند. میهمانان آن دو که تصور می‌کنند زندگی را باخته‌اند، در ملاقات با میزبانان ضمن ارتباطی دوستانه به درکی از «درد مشترک» می‌رسند و…

## جشنواره‌ها
جشنواره‌ها و جوایز فیلم درد مشترک به قرار زیر است:

### جشنواره فیلم فجر - دوره چهاردهم
- دیپلم افتخار نمونه فیلم (آنونس) (ایرج گل‌افشان)

### جشنواره فیلم پالم اسپرینگ ـ دوره هفتم
نارگیل طلایی بهترین فیلم (محمود کریمی‌حکاک)

### حضور در جشنواره‌های داخلی و خارجی
- جشنواره فیلم فجر - دوره سیزدهم
- جشنواره بین‌المللی فیلم هند ـ دوره بیست و هفتم
- جشنواره بین‌المللی فیلم‌های ایرانی در کشور فنلاند ـ دوره اول
- جشنواره بین‌المللی فیلم سانتاباربارا ـ دوره یازدهم
- جشنواره بین‌المللی فیلم پومان ـ دوره اول (کره جنوبی)
- جشنواره بین‌المللی فیلم مونترال ـ دوره بیست و یکم